# Kappa (azienda)
Kappa è un'azienda italiana operante nel settore dell'abbigliamento sportivo. Nato come marchio secondario in seno a Robe di Kappa, è parte del gruppo aziendale torinese BasicNet.

## Storia

Kappa e Juventus ufficializzano nel 1978 il loro legame, che proseguirà per i successivi ventidue anni.

Il marchio nasce nel 1978 quando Marco Boglione, all'epoca direttore commerciale e marketing del Maglificio Calzificio Torinese (MCT), convince Maurizio Vitale, amministratore delegato dell'azienda, a istituire una divisione sportiva della già avviata attività Robe di Kappa: debutta quindi il marchio Robe di Kappa Sport, poi semplificato negli anni seguenti in Kappa, che ottiene immediata notorietà grazie alla sponsorizzazione della più titolata squadra di calcio italiana, la Juventus.
Fin dall'esordio, Kappa riprende il logo della casa madre Robe di Kappa, ritraente due giovani seduti con le gambe raccolte, disposti schiena contro schiena; in seguito, come motivo distintivo, a questo viene affiancato il wordmark specifico «Kappa».
Con la sopraggiunta crisi che coinvolge MCT nei primi anni 90, che sfocia nel fallimento della stessa, nel 1994 i destini di Kappa tornano a incrociarsi con Boglione, il quale dalla metà degli anni 80 si era messo in proprio nel campo del merchandising sportivo, venendo da questi rilevato e da allora controllato, insieme agli altri marchi della galassia MCT, attraverso la neocostituita BasicNet.

## Sponsorizzazioni

Kappa al debutto come sponsor tecnico della nazionale italiana nel 1999

Come accennato, nel 1978 l'allora debuttante Robe di Kappa Sport arriva subito a sponsorizzare un importante club di calcio, la Juventus, per un legame che farà la storia di questa disciplina protraendosi ininterrottamente per oltre due decenni, consolidando la fama del marchio a livello internazionale.
La consacrazione mondiale del brand arriva sei anni dopo, quando ai Giochi Olimpici di Los Angeles 1984 gli atleti della nazionale olimpica statunitense, tra cui Carl Lewis, Edwin Moses e Florence Griffith, indossano capi Kappa; lo stesso avviene quattro anni dopo nell'edizione di Seul 1988. Ancora oggi il marchio è sponsor a livello internazionale di diverse federazioni sportive di arti marziali, canottaggio, golf, scherma e sport invernali, e di importanti squadre e nazionali di ciclismo, pallacanestro, rugby, sport motoristici e vela.
Quello calcistico rimane l'ambito più importante, che dà al marchio la maggiore visibilità. Oltre alla succitata Juventus, dagli anni 80 in poi Kappa ha ciclicamente vestito club prestigiosi come l'Ajax, il Barcellona e il Milan, oltreché la nazionale calcistica italiana – divenendo nell'occasione il primo marchio a poter griffare la maglia azzurra, rompendo una prassi quasi secolare –; tra le formazioni più importanti vestite in passato figurano anche l'Aston Villa, l'Athletic Bilbao, il Betis, il Borussia Dortmund, la Lazio, il Leeds Utd, il Manchester City, il Monaco, il Napoli, la Roma, la Sampdoria, il Torino e il Wolfsburg, mentre oggi annovera forniture a club titolati come la Fiorentina, il Genoa, il Nizza e il Racing Club.
Tra gli altri sport, nel rugby veste il Rovigo, dopo aver già sponsorizzato in passato il Benetton e la nazionale rugbistica italiana; nella pallacanestro ha vestito l'Auxilium Torino e la Virtus Roma; nella pallavolo è stato title sponsor del CUS Torino ai vertici nei primi anni 80; infine nell'automobilismo ha sponsorizzato la Ferrari nei primi anni 90, la Sauber nella stagione 2018 e l'Alpine dal 2022 al 2024.